# Haiyanmiao (köpinghuvudort i Kina, Zhejiang Sheng, lat 30,23, long 121,40)
Haiyanmiao är en köpinghuvudort i Kina. Den ligger i provinsen Zhejiang, i den östra delen av landet, omkring 120 kilometer öster om provinshuvudstaden Hangzhou. Antalet invånare är 45 828. Befolkningen består av 21 819 kvinnor och 24 009 män. Barn under 15 år utgör 10,0 %, vuxna 15-64 år 83 %, och äldre över 65 år 6,0 %.
Runt Haiyanmiao är det mycket tätbefolkat, med 3 623 invånare per kvadratkilometer. Närmaste större samhälle är Guanhaiwei, 6,3 km söder om Haiyanmiao. Trakten runt Haiyanmiao består till största delen av jordbruksmark.
Genomsnittlig årsnederbörd är 1 778 millimeter. Den regnigaste månaden är juni, med i genomsnitt 285 mm nederbörd, och den torraste är januari, med 60 mm nederbörd.